# Sobibóri megsemmisítőtábor

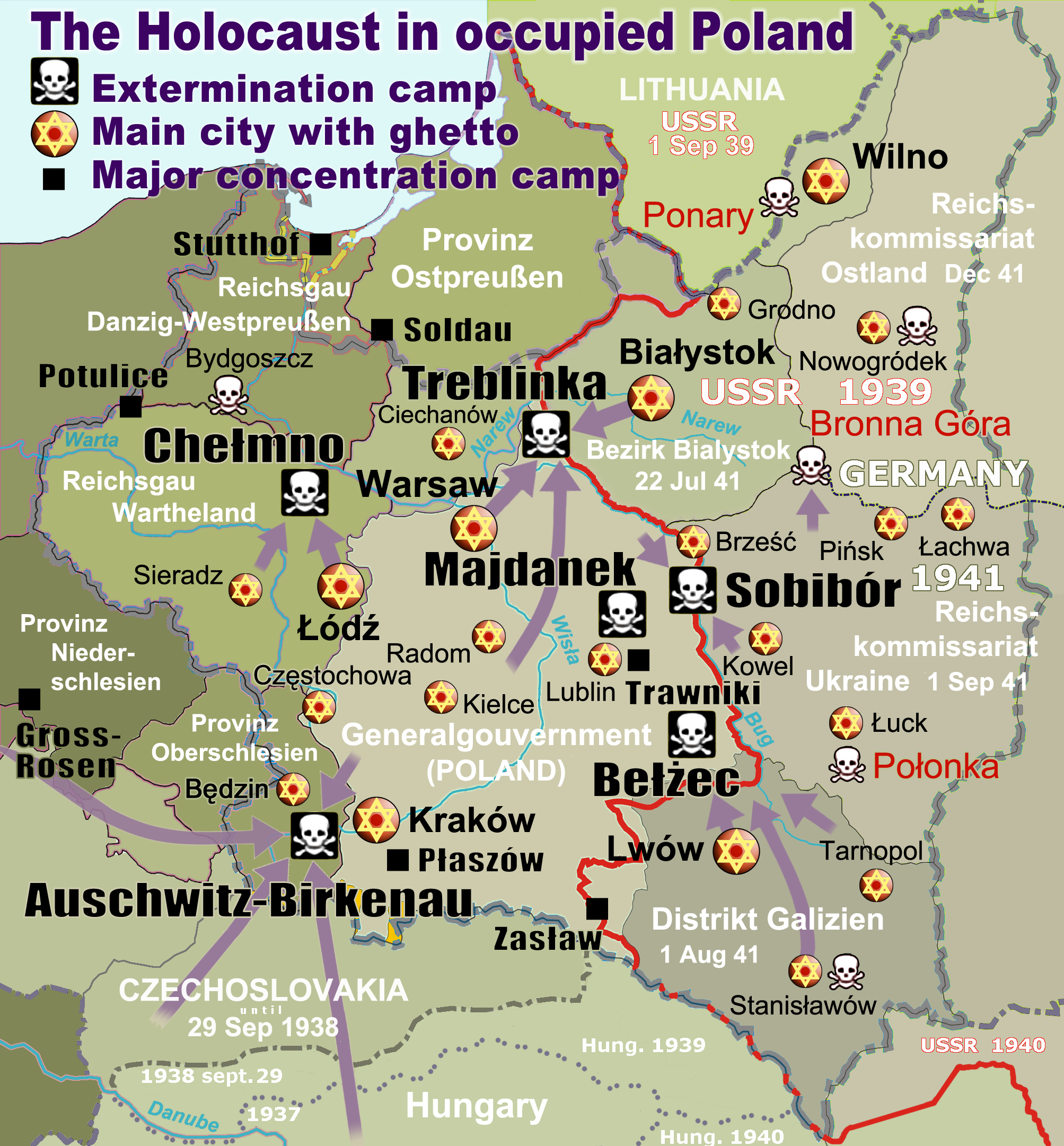
Koncentrációs táborok és gettók a megszállt Lengyelországban

A sobibóri megsemmisítő tábort, hivatalos nevén SS-Sonderkommando Sobibort a második világháború idején hozta létre a náci Németország a Reinhard-műveletnek nevezett lengyelországi zsidók megsemmisítésére készített terv keretében, a belzeci és a treblinkai táborokkal együtt. A sobibóri tábort megőrizte az emlékezet főleg az ott végbement 1943. október 14-i felkelésnek és tömeges szökésnek köszönhetően.

## A tábor
A sobibóri tábort 1942 tavaszán hozták létre 12 kilométerre Sobibór falutól, egy Stare Kolonia Sobibórnak nevezett helyen, a Németország által megszállt Lengyelország keleti részén. A nácik a falu vasútállomása melletti erdős területet választották felépítésére, amely addig a helyi erdészeti hatóság tulajdonában volt. Az állomásnak volt egy vakvágánya, melyet a táborba iktattak. A vágány a tábor melletti oldalára platformot építtettek, és ennek túlsó oldalára egy keskeny vágányt csilléknek, amely a tábor belsejébe vitt. A tábor építésének első szakaszát 1942 nyarán fejezték be, de kiterjesztése a felkelésig tartott.

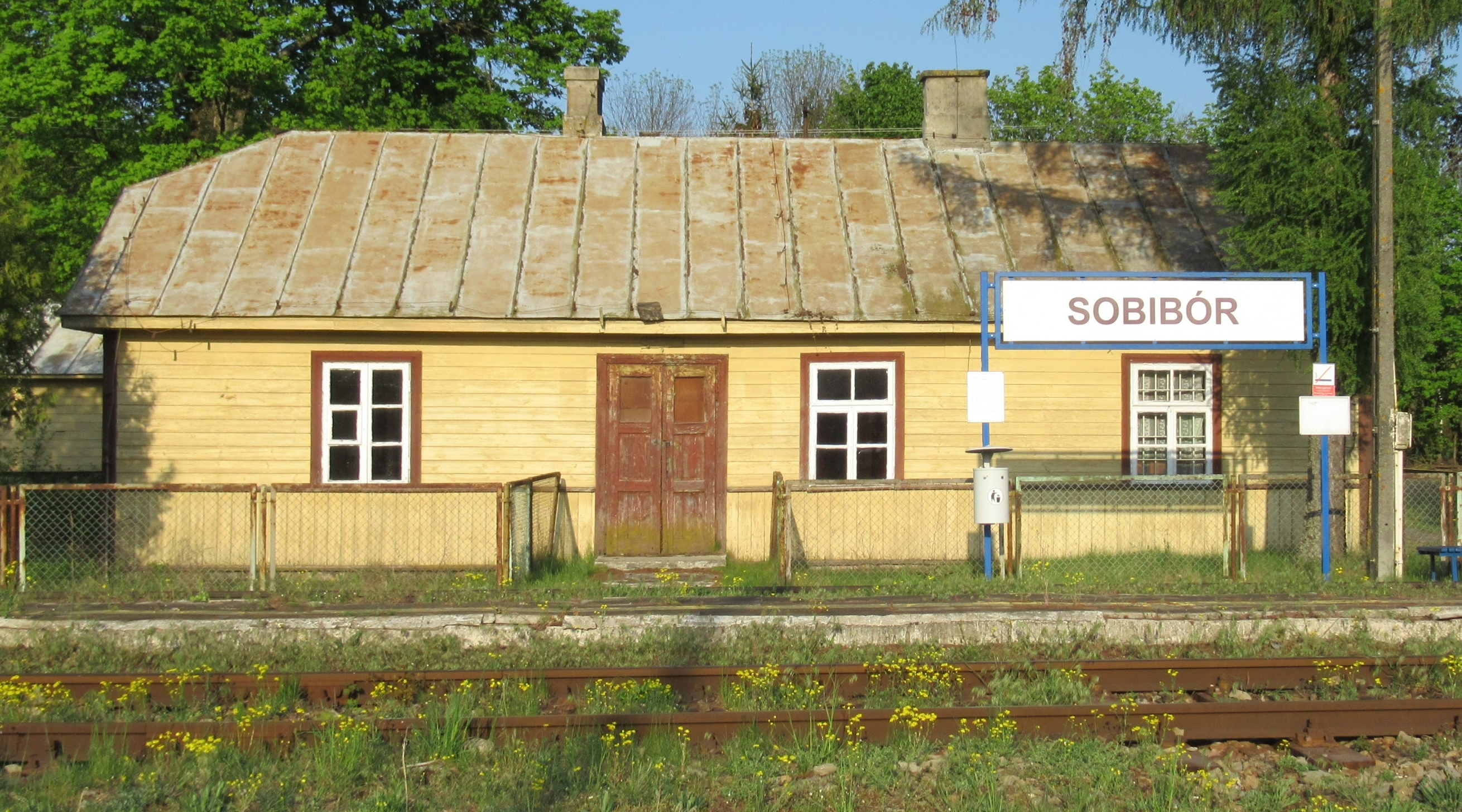
A sobibóri vasútállomás

A tábor első parancsnoka Franz Stangl SS Hauptsturmführer volt, a második és utolsó pedig Franz Reichleitner Hauptsturmführer 1942 szeptemberétől a tábor felszámolásáig 1943 októberében. A személyzet körül-belül 50 SS-tisztből és altisztből állt, akik nem őrködtek. Ezt 120–150 volt szovjet hadifogoly végezte, akik a nácik szolgálatába álltak, többnyire ukránok, de más nemzetiségűek is, például szovjetunióbeli németek.
A tábornak öt részlege volt. A Vorlagernek nevezettben az SS-ek lakásai és az őket kiszolgáló épületek voltak olyan házakban, amelyek a háború előttről léteztek ott. Ott voltak az őrök barakkjai is.

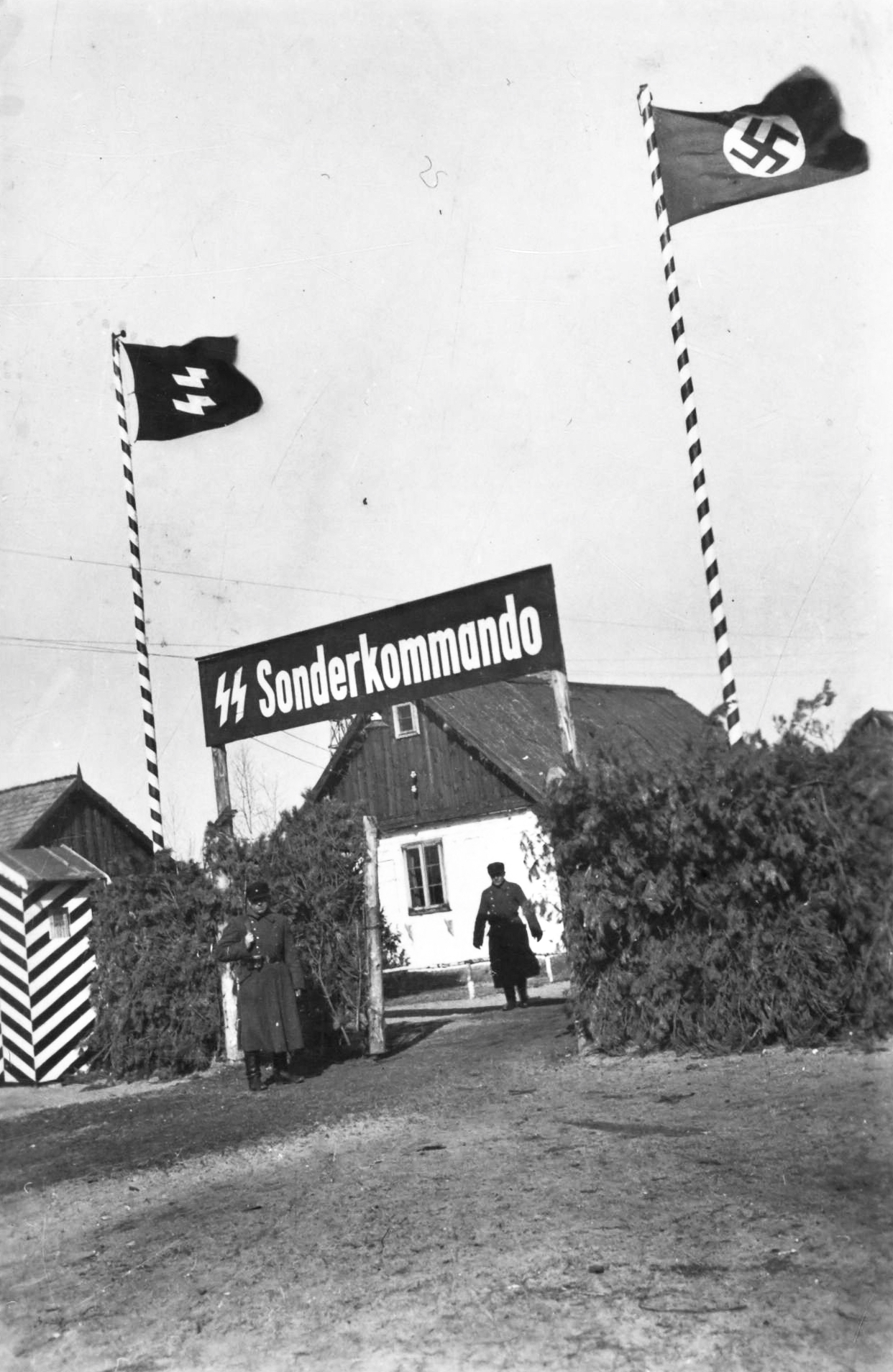
A tábor főkapuja 1943 márciusában

A Lager I-nek nevezett részlegben a létszámellenőrzések tere, a foglyok lakóbarakkjai, több műhely szabók, varrónők, cipészek, asztalosok, ácsok, kovácsok, lakatosok, géplakatosok, ötvösök, címfestők részére, valamint egy pékség volt. A dolgozó foglyok között voltak még kertészek, kőművesek, valamint néhány szakács, pék, orvos és fogász.
A Lager II-nek két része volt. Az egyikben a tábor igazgatási épülete állt és egy kisebb farm volt, ahol zöldségeket és gyümölcsöket termesztettek, valamint háziállatokat tartottak a személyzet számára. Lóistálló is volt ott. A másik részében volt egy tér, ahol az érkező megölésre szánt deportáltaknak le kellett vetkőzniuk, és elvettek tőlük mindent, ami náluk volt. Ott voltak azok a barakkok is, ahol szortírozták azt, ami rajtuk volt és a poggyászukban levő tárgyakat. Eleinte egy ebben a részben távolabb levő háború előtti kápolna mellett lőtték le az érkezésükkor fizikailag tehetetleneket. Később ezeket, az érkező vonatokban talált holttestekkel együtt a keskeny vágányon vitték egyenesen a Lager III-ba.
A Lager III-ban gázkamrák voltak. Eleinte három volt egy faépületben és mellette egy melléképület, ahol nagy teljesítményű motor volt. Ennek csöveken keresztül áramló kipufogógáza ölte meg az áldozatokat. Később a faépületet téglaépülettel helyettesítették nyolc kamrával, és még egy motort hoztak. Eleinte ugyanitt földelték el az áldozatokat tömegsírokban, de később a holttesteket erre megásott gödrökben égették el. Ott voltak a Sonderkommandónak, azoknak a foglyoknak a barakkjai is, akik az összes ottani munkát végezték.
A Lager IV építése még folyt a felkelés napján egy még erdővel borított területen. Itt kezdődött már el a fronton szovjetektől szerzett gyalogsági fegyverek és töltények tisztítása és szortírozása.

## A foglyok
A táborba több országból hoztak deportált zsidókat: Lengyelországból (a legtöbbet), Németországból, Ausztriából, Hollandiából, Belgiumból, Franciaországból, Csehszlovákiából, Litvániából, a Szovjetunióból.
Érkezésükkor kiválogatták az iparos és szakmunkás férfiakat és gyermek nélküli nőket. Ezekhez hozzáadtak fizikai munkára képes férfiakat és kamaszfiúkat úgy, hogy mindig kb. összesen 600 fogoly legyen a táborban a különféle munkákra, annyi, amennyi szükséges volt a tábor fenntartásához, az SS-ek és az őrök kiszolgálásához és a tábor kiterjesztéséhez. A többieket nemtől és kortól függetlenül meztelenre vetkőztették, a nők haját lenyírták és az összes deportáltat elgázosították. A gáz 20–30 perces haláltusát okozott. Kb. háromhetenként a Lager III-ban dolgozó férfiakat is lelőtték és másokkal helyettesítették. Nem tudni pontosan hány áldozat volt. Egy lengyel vizsgálati bizottság 1947-ben nyilvánosságra hozott értékelése szerint 250 000 volt, de a 2000-es években Jules Schelvis holland kutató arra a következtetésre jutott, hogy kb. 170 000 lehetett.
Az életben hagyott foglyok végezték az összes munkát a táborban. Az iparosoknak és a szakmunkásoknak jobb helyzetük volt a többieknél. Egyeseket az SS-ek saját személyes hasznukra is dolgoztatták. Például a hollandiai Max van Dam festőt feliratok és jelzőtáblák festésére használták, de az SS-ek képeket is festtettek vele maguknak. Stanisław Szmajzner ötvös a lakatosok és géplakatosok műhelyében dolgozott, de ékszereket is készített abból az aranyból, amit egyes SS-ek maguknak vettek el a deportáltaktól elkobzott aranytárgyakból.
Az életben hagyottak többségét nem szakmunkákra használták. Egyesek a deportáltak érkezésekor dolgoztak a platformon. Elvitték a poggyászukat szortírozásra, kiszedték a vagonokból a szállítás közben meghaltak holttesteit, kitakarították a vagonokat. Semmi nyoma sem maradhatott a vagonok használatának. E foglyoknak előnye az volt, hogy kikerülve a személyzet figyelmét kivehettek élelmet a poggyászokból, mert a csak a táborban kapott élelemre szorulók nagyon alultápláltak voltak.
Egyes életben hagyott nők ruhákat és fehérneműt javítottak, kötöttek, mostak, vasaltak. Mások férfiakkal együtt a deportáltaktól elvett tárgyakat szortírozták és a használhatókat csomagolták Németországba való küldésre. Ezek a deportáltak ehettek poggyászokban talált élelmet, amikor nem figyeltek rájuk, és egyesek loptak is életük kockáztatásával értékes tárgyakat és pénzt, amit elrejtettek vagy fizettek megvesztegethető őröknek ilyenekkel, hogy hozzanak nekik dolgokat kintről.
Más foglyok a konyhákban és a pékségben dolgoztak, az SS-ek virágoskertjeit gondozták vagy a farmon a zöldségeskerttel, a lovakkal és a többi háziállattal foglalkoztak.
Takarító foglyok is voltak. Fiatal fiúk a használhatatlan holmikat, a szemetet és a deportáltaktól elvett fényképeket, leveleket, okmányokat, könyveket égették el a szemétégetőben. Más fiúk az SS-ek lábbelijét és ruháját tisztították. Ugyancsak fiúkat használtak a nők hajának lenyírására és összeszedésére feldolgozásra való elküldés céljából.
A legnehezebb munkát az a csapat végezte, amely a leendő Lager IV-ben vágta ki a fákat. Őket olyan iramban dolgoztatták, hogy nagyon alultápláltak is lévén, és nem jutva több élelemhez, ha nem kaptak más foglyoktól, csak az erősek bírták ki. Azokat is megölték, akik már nem bírtak dolgozni és újonnan érkezett deportáltakkal helyettesítették.
Külön fogolykategória volt a kápónak nevezetteké. Ezek felügyelték állandóan mindegyik munkacsapatot és közvetlen főnökük a főkápó volt. Ezeknek a legjobb megélhetési helyzetük volt és hatalmuk a többi fogoly felett. Ezt egyesek kegyetlenül gyakorolták, veréssel büntették a foglyokat SS-ek parancsára vagy saját akaratukból, mások humánusabbak voltak.
A munkaprogram általában 6 és 18 óra között volt, rövid szünettel délben, amikor létszámellenőrzés volt és ételosztás. Elvben vasárnap a program felére csökkent, de takarítással, gyakran kimerítő katonai egzecíroztatással, német katonadalok tanulásával stb. telt el.
Az itteni foglyoknak ideiglenesen valamivel jobb helyzetük volt, mint más táborokban, például Auschwitzban. Azokat a ruhákat viselték, amelyekben érkeztek. A férfiak és a nők külön barakkokban laktak, de egyes helyeken együtt dolgoztak és a munkaprogramon kívül, ha békén hagyták őket, együtt tölthették az időt takarodóig. Volt egy kis zenekaruk, és énekeltek, táncoltak. Egyébként olykor arra kényszerítették a zenekart, hogy a vonatok érkezésekor játsszon a platform mellett. Egyesek szerelmi kapcsolatokat is létrehoztak. Két a táborban keletkezett pár, akik megszöktek a felkelést követően, a háború után összeházasodtak.
A fenti jellegű rövid időszakokon kívül a foglyok a túlélésükért küzdöttek, elsősorban élelmet próbáltak szerezni. Az SS-ek, az őrök és egyes kápók kegyetlenkedéseit próbálták kibírni, mivel gyakran korbáccsal verték vagy megölték őket a legkülönfélébb okokból és ürügyekkel. Azzal a gondolattal éltek, hogy végül mindnyájukat megölik. Egyesek öngyilkosságot követtek el.

## A felkelés és a szökés
Sobibórból voltak már előbb is szökések és szökési kísérletek az 1943 októberében történten kívül, amelyeket a szökevények többségének megölése követett, de néhányan megmenekültek. E szökések nyomán más foglyokat is megöltek, hogy megfélemlítsék a többit és elejét vegyék további szökéseknek.
1943 nyarán a foglyok több jelét vélték észrevenni annak, hogy hamarosan mindet meg fogják ölni. Ezért Leon Feldhendler fogoly bizottság létrehozását kezdeményezte néhány lengyelországi fogolyból, szökés megszervezése céljából. Mindenféle javaslatot megbeszéltek, de szeptember vége feléig nem tudták elhatározni, hogyan járjanak el. Akkor hoztak Sobibórba egy szovjet zsidó hadifoglyokból álló csoportot, köztük Alekszandr Pecserskijt, egy hadnagynak megfelelő rangú tisztet. Ezt és néhány más szovjetet bevontak a bizottságba és együtt kidolgozták egy felkelés részletes tervét, amelyet az összes fogoly szökése követett volna.
A tervet csak részben tudták megvalósítani. Október 14-én az összeesküvők elkezdték a felkelést tíz SS titokban való megölésével és felfegyverkeztek ezek pisztolyaival. Amikor az összes fogoly összegyűlt a délutáni létszámellenőrzésre, értesítették a szökésről a nagy többségüket, akik nem tudtak a szökés tervéről kitudódásának kockázata miatt. Pecserszkij megadta a szökés indulásának jelét és kb. 300 az akkor a táborban levő kb. 500 fogoly közül futva elindult, hogy kijusson amerre csak lehetett. Akkor jöttek rá az életben maradt SS-ek és az őrök arra, hogy mi történik, és megpróbálták lövésekkel megállítani a szökevényeket. Marek Bem lengyel történész kutatásainak eredménye szerint 41 szökést megkísérlő fogoly halt meg golyók által vagy aknákra lépve, mivel aknamezők voltak a tábor körül. Ugyanakkor végül tizenkét SS, az őrök egyik altisztje és egy őr halt meg, egy SS pedig súlyosan megsebesült.
A szökevények a nácik által való felkutatása nyomán 186-ot megöltek, és nem tudni, mi lett 32 szökevény sorsa, de megmenekült és túlélte a háborút 57.

## A felkelés után
A táborban 184 fogoly maradt, akik nem akartak vagy nem tudtak megszökni. Egyeseket mindjárt a szökés után, a többit másnap lelőtték.
Röviddel a szökés után a Treblinkai megsemmisítőtáborból hoztak foglyokat Sobibórba a tábor lerombolása céljából. Mindent, amit lehetett elküldtek máshova, majd csaknem mindent, ami még ott volt elpusztítottak, hogy ne maradjanak nyomai az ott elkövetett népirtásnak. Csak a háború előtt ott levő épületeket hagyták meg és az őrök barakkjait. Fákat is ültettek a lerombolt épületek helyére. Azután megölték a treblinkai foglyokat is. A tábor felszámolását 1943 decemberének közepe felé fejezték be.
A megmaradt barakkokat azután lengyel kényszermunkások lakták, akiket a közeli Nyugati-Bug folyó partján dolgoztattak védelmi munkálatokon. 1944 tavaszán a hó olvadásakor az egyik munkás arany pénzérmét talált, majd sokan elkezdtek ásni a tábor területén, titokban keresve és találva aranyórákat, különböző országokból származó arany- és ezüstpénzeket, karika- és másféle gyűrűket, fülbevalókat. Amikor az őrök rájöttek és megtiltották a kereséseket, ők maguk tették ugyanazt.
1944 júliusában odaért a Vörös Hadsereg és a terület a lengyel állam igazgatásába került. A vasútállomáson ukrán civilek gyűltek össze, akik áttelepítésükre vártak Ukrajnába vagy Lengyelország nyugati részébe. Ezek fokozatosan tűzrakásra használták a barakkok faanyagát. Ami megmaradt, azt a helyi lakosok hordták szét, akik folytatták értékes tárgyak keresését is.

## A háború után

### A gyilkosok perei
Túlélők elmondásai nyomán a háború után nyomozások kezdődtek, amelyek egyes sobibóri SS-ek megbüntetéséhez vezettek.
Az első per 1950-ben volt, Erich Baueré, akit letartóztattak, miután meglátta őt két túlélő Berlinben. A legtöbb sobibóri SS pere Hagenben, 1965–1966-ban volt.
Egyes SS-eket felmentettek, másokat halálra vagy több-kevesebb évi börtönbüntetésre ítéltek. Egyiket sem végezték ki, hanem a halálos ítéleteket börtönre változtatták. Másoknak idővel lecsökkentették a büntetését. Egyesek öngyilkosok lettek, mások a börtönben haltak meg, megint másokat egy idő után kiengedték és szabadon haltak meg.
A Szovjetunióban Kijevben és Krasznodarban 1962 és 1965 között megtartott tárgyalásokon egy volt őrt börtönre ítéltek és tizenhatot halálra, akiket kivégeztek.
Más volt őrök az Amerikai Egyesült Államokba és Kanadába vándoroltak ki. 1979-ben vizsgálatok kezdődtek, és sokat mint volt őrt azonosítottak, de bizonyítékok híján csak az állampolgárságukat vonták vissza, mivel hazudtak a múltjukról a beutazási kérelmükben.
Az utolsó Sobibórhoz kötődő per John Demjanjuk volt őré Münchenben volt 2009 és 2011 között, több az 1970-es években elkezdett más pere után. Kiutasították az USA-ból, halálra ítélték Izraelben, de börtönre változtatták az ítéletet. Hétévi fogvatartás után visszatért az USA-ba, megint kitoloncolták és kiadták Németországnak. Végül öt évi börtönbüntetésre ítélték el, de kora és egészségi állapota miatt nem töltötte le.

## A tábor és a felkelés emléke

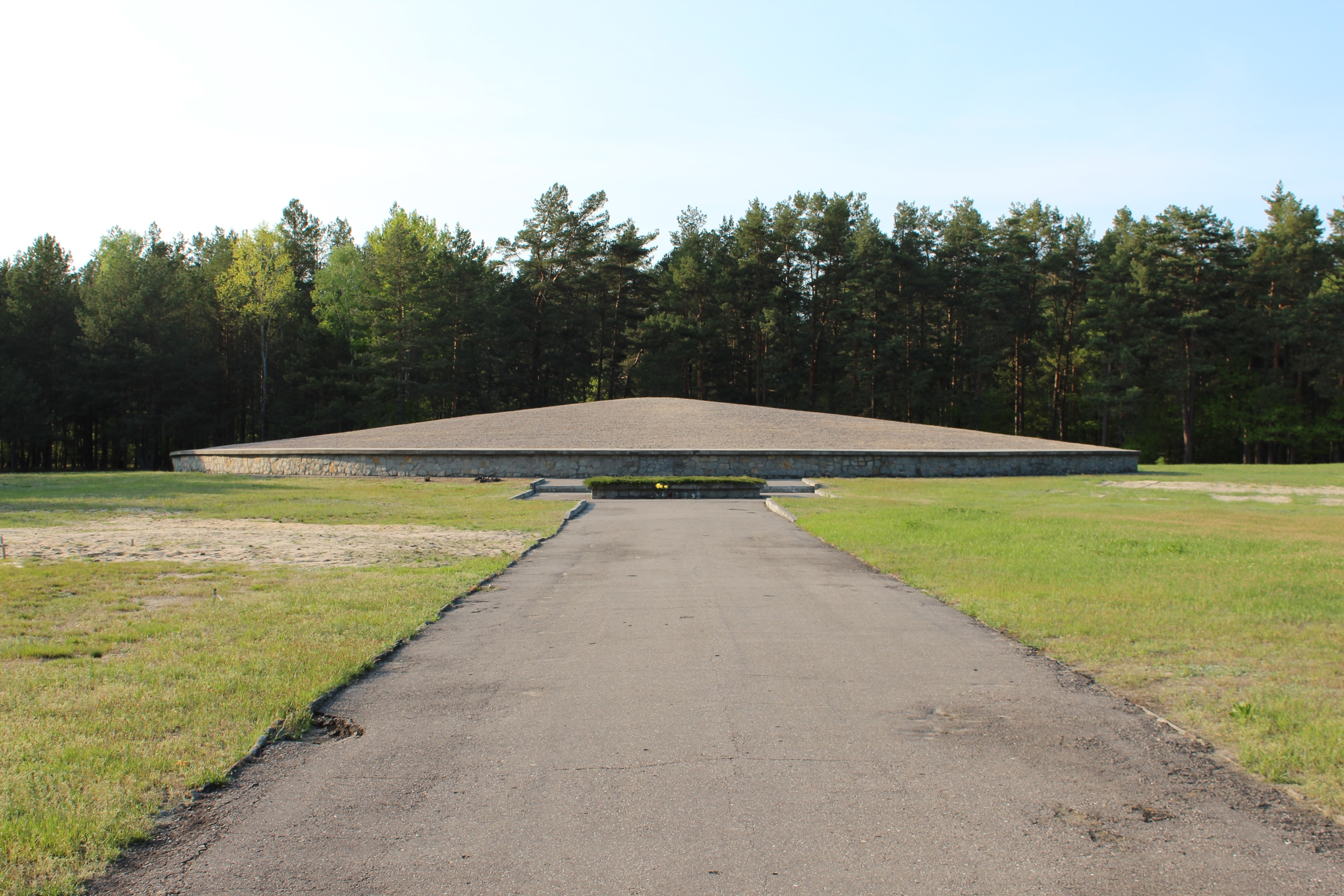
Az emlékezet halma

Húsz éven keresztül semmi sem emlékeztetett arra, hogy mi volt a tábor területén. Csekély volt az érdeklődés a felkelés iránt az 1960-as évekig, amikor perek folytak sobibóri SS-ek ellen és egyes túlélők tanúskodtak ezekben. Abban az időszakban kezdődtek a megemlékezések is. Emléktáblát tettek ki, majd egy szobrot és egy gázkamrát szimbolizáló műemléket állítottak fel, valamint egy hamuhalmot szimbolizáló gránittörmelék-halmot a Lager III helyén. Azután a lengyel kutatók fokozatosan megszüntették érdeklődésüket a holokauszt iránt az 1968-as antiszemita kampány körüli légkörben. Viszont megnövekedett az érdeklődés Sobibór iránt Nyugaton.

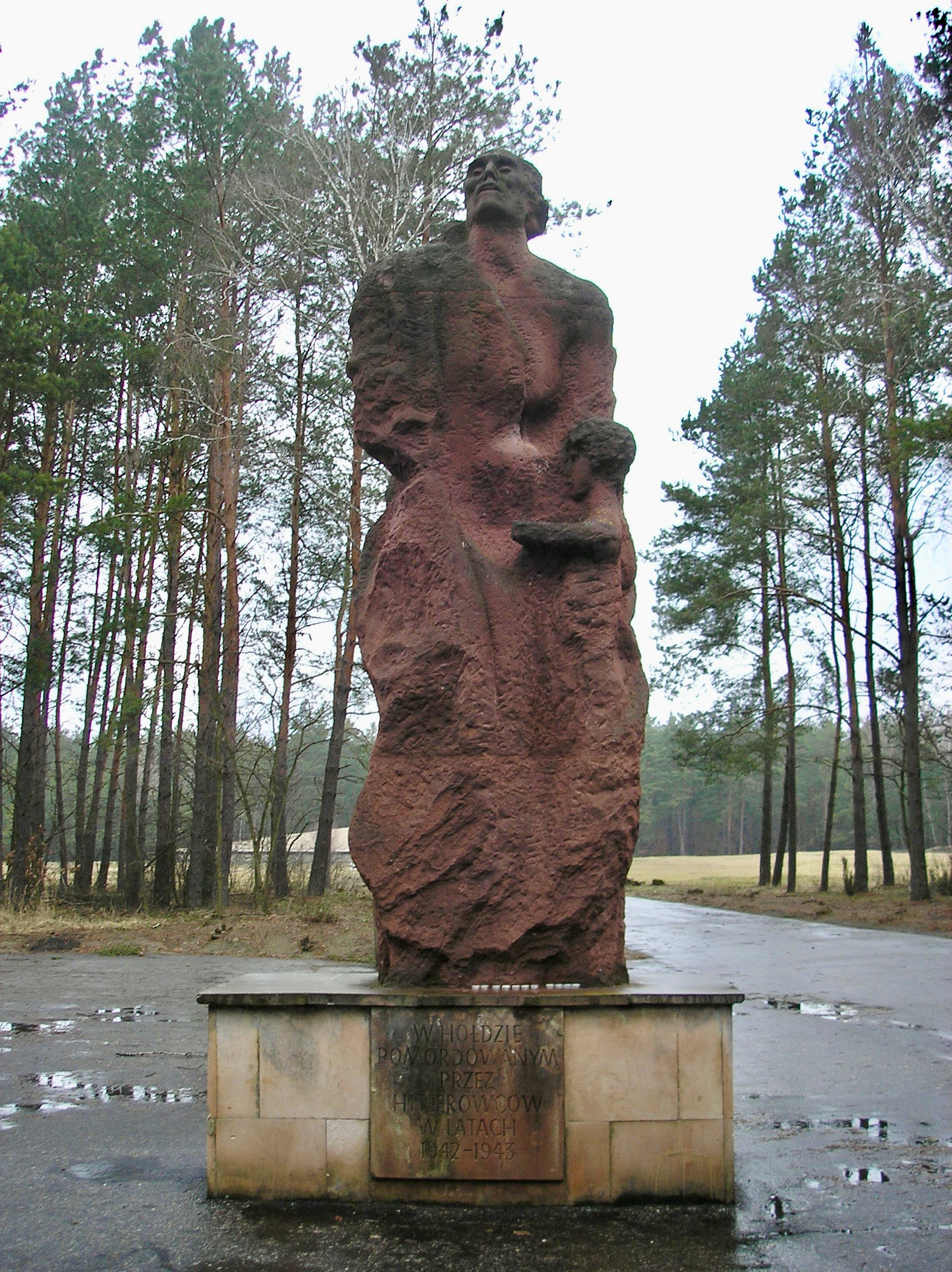
Anya gyermekével, Mieczysław Welter szobra a gázkamrák helye mellett

1993-ban, a felkelés 50. évfordulója előtt a tábor területe a közeli Włodawa város múzeumának igazgatása alá került, és tudományos projektek kezdődtek el a táborról, köztük régészeti és geofizikai ásatások. 2012-ben nemzetközi építészeti projekt indult a Sobibóri Múzeum és Emlékhely felépítésére. Ezt 2020 októberében avatták fel.

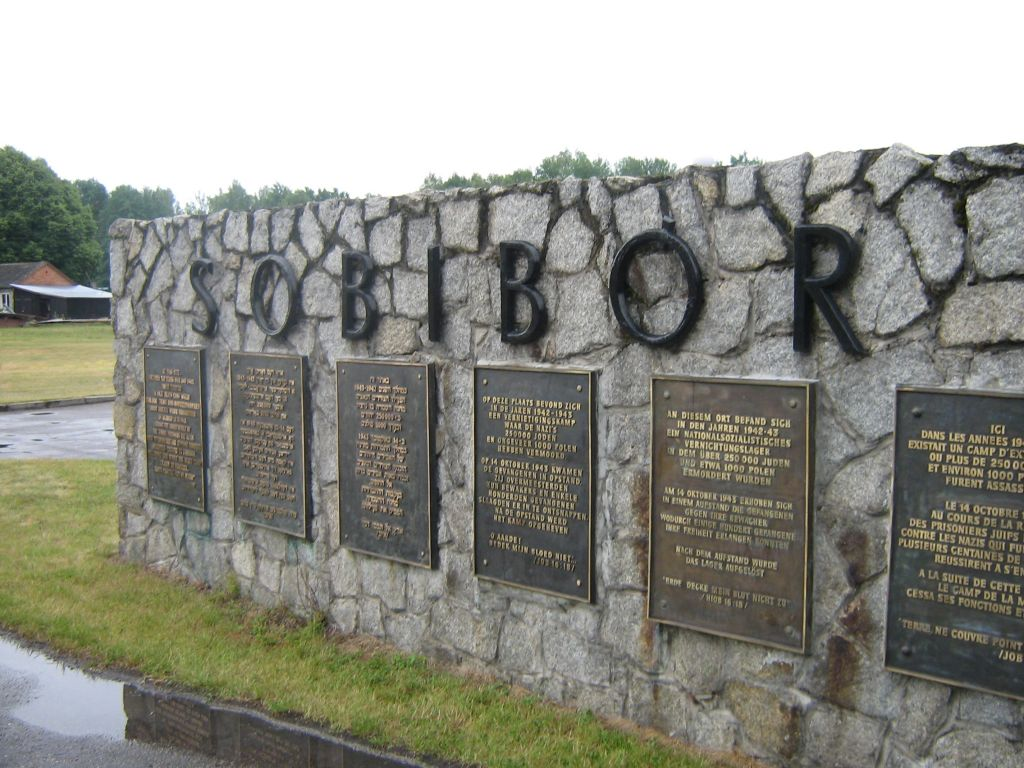
Emléktáblák a tábor helyén

### Túlélők könyvei
Néhány túlélő könyvet írt arról, amit átéltek. Az első Alekszandr Pecserszkijé volt, mely 1945-ben jelent meg oroszul, majd jiddis nyelven is 1946-ban.
Stanisław (Shlomo) Szmajzner könyvét, aki Brazíliába vándorolt ki, portugál nyelven adták ki 1968-ban.
Dov Freiberg 1988-ban írta meg könyvét héber nyelven, amely 2007-ben angolul is megjelent.
Thomas Blatt túlélő kutatásokat is végzett amatőr szinten. Könyve 1996-ban jelent meg.
A 2000-es években megírta még emlékeit Kurt Ticho, Kalmen Wewryk és Philip Bialowitz.

### Filmek
Az 1980-as évektől kezdve nagyobb közönség is ismereteket szerezhetett a sobibóri táborról és a felkelésről filmek útján:
- 1985 – Claude Lanzmann francia újságíró, író és filmes Shoah című dokumentumfilmje, amely egy része Sobibórról szól;[97]
- 1987 – Jack Gold(wd) brit rendező Escape from Sobibor(wd) (Szökés Sobibórból) című televíziós művészfilmje Richard Rashke(wd) amerikai író 1982-ben megjelent könyve alapján (lásd Források), Thomas Blatt és Stanislaw Szmajzner a forgatókönyvhöz való hozzájárulásával;[98]
- 1990 – Revolt in Sobibor – holland-szovjet dokumentumfilm;[99]
- 2001 – Claude Lanzmann Sobibór, 14 octobre 1943, 16 heures (Sobibór, 1943. október 14., 16 óra) című dokumentumfilmje – terjedelmes interjú Jehuda Lerner volt felkelővel;[100]
- 2010 – Sobibor: The Plan, the Revolt, the Escape (Sobibór: a terv, a felkelés, a szökés) – dokumentumfilm túlélők részvételével;[101]
- 2010 – Аrifmetyika szvobodi (A szabadság számtana) – orosz televíziós dokumentumfilm;[102]
- 2013 – Szobibor. Nyepokorjonnije (Sobibór. A legyőzetlenek) – orosz televíziós dokumentumfilm;[103]
- 2018 – Szobibor – orosz művészfilm;[104]
- 2024 – Sobibor – Anatomie eines Vernichtungslagers (Sobibór – egy megsemmisítő tábor anatómiája) – német televíziós dokumentumfilm.[105]